# Fedora Pushina
Fedora (o Feodora) Andreevna Pushina (en ruso: Федора (Феодора) Андреевна Пушина; 13 de noviembre de 1923 - 6 de noviembre de 1943) fue una paramédica militar soviética durante la Segunda Guerra Mundial combatió en las filas del 520.º Regimiento de Fusileros de la 167.º División de Fusileros en el 38.º Ejército del Primer Frente Ucraniano. El 10 de enero de 1944  se le otorgó póstumamente el título de Héroe de la Unión Soviética después de morir a causa de las heridas provocadas al intentar sacar a treinta soldados heridos de un hospital en llamas en Kiev el 6 de noviembre de 1943.

## Biografía

### Infancia y juventud
Fedora Pushina nació el 13 de noviembre de 1923 como la novena hija de una familia campesina ucraniana en la pequeña localidad rural de Turkmachi en la RASS de Udmurtia dentro de la Unión Soviética. Su familia se mudó al distrito de Izh-Zabegalovsky donde trabajaron como granjeros, fue allí donde Pushina asistió a la escuela y pasó la mayor parte de su infancia. El pueblo en el que creció no tenía una escuela local, por lo que tuvo que asistir a la escuela Bolshoi-Oshvartsinskaya en un pueblo cercano donde la mayoría de sus compañeros eran hombres.
En 1939 se graduó en la escuela e ingresó en los cursos de paramédicos en Izhevsk, la capital de la región de Udmurtia, a pesar de que varios miembros de su familia no aprobaban su elección de carrera.
En 1942 se graduó en la escuela de medicina y fue asignada a trabajar a la oficina de obstetricia de Feldsher, en la aldea de Kekoran, donde asumió tareas que iban desde pediatría hasta obstetricia.

### Segunda Guerra Mundial
En 1942 tras el comienzo de la Segunda Guerra Mundial, se unió al Ejército Rojo. Llevó a cabo formación médica adicional y fue enviada al frente de la guerra en agosto de ese año. Fue asignada al 20.º Regimiento de Fusileros de la 167.ª División de Fusileros en el 38.º Ejército en el Primer Frente Ucraniano.
El 7 de febrero de 1943 logró rescatar a cuarenta y cinco soldados heridos del campo de batalla a pesar de los incesantes ataques de mortero y fuego de artillería en Kursk.
El 11 de febrero, trató las heridas de cincuenta y siete soldados heridos en una estación médica sin unidades defensivas soviéticas cerca. Por hacerlo, el comandante del 520.º Regimiento de Fusileros la nominó para recibir la Medalla por el Servicio de Combate, pero su nominación fue anulada por el comandante de la 167.ª División de Fusileros, el mayor general Iván Melnikov, quien le otorgó la Orden de la Estrella Roja, una condecoración de mayor rango.
En la batalla de Kiev, trató a los heridos en un hospital en Sviatoshyn, un suburbio de la ciudad. En la mañana del 6 de noviembre, los bombarderos alemanes lanzaron un ataque aéreo contra la ciudad y una de las bombas alcanzó el hospital. Pushina y otro miembro de la unidad, Nikolái Kopiotionkov, corrieron hacia el edificio en llamas para rescatar a los soldados heridos del incendio, en esta acción Pushina rescató a más de treinta soldados. Cuando el edificio comenzó a derrumbarse, intentó entrar corriendo para salvar a más soldados, pero Kopiotionkov la detuvo y le impidió entrar. Sufrió heridas graves, incluidas quemaduras y traumatismo craneoencefálico, y murió en los brazos de Kopiotionkov ese mismo día. Aunque el también sufrió quemaduras graves, pero regresó al ejército en 1944 después de recuperarse y permaneció en el ejército hasta 1962.
El 10 de enero de 1944, por decreto del Presídium del Sóviét Supremo de la Unión Soviética «por el heroísmo y el coraje mostrados en el desempeño del deber militar en el frente de lucha contra los invasores nazis» tanto Pushina como Kopiotionkov fueron condecorados póstumamente con el título de Héroe de la Unión Soviética.

## Condecoraciones y reconocimientos
Condecoraciones
|  | Héroe de la Unión Soviética (10 de enero de 1944, póstumamente) |
|  | Orden de Lenin (10 de enero de 1944, póstumamente)              |
|  | Orden de la Estrella Roja (15 de abril de 1943).                |

Reconocimientos
- En Sviatoshyn, Kiev hay una calle que lleva su nombre y en Izhevsk una facultad de medicina que lleva su nombre.
- En Yakshur-Bodja e Izhevsk hay monumentos dedicados a sus hazañas.[4]

## Enlaces  externos
- «Tumba de Fedora Pushina» (en inglés). Find a Grave.

- Datos: Q4384633
- Multimedia: Fedora Pushina / Q4384633